# 三叶薯蓣
三叶薯蓣（学名：Dioscorea arachidna）是薯蓣科薯蓣属的植物。分布在越南、印度、泰国以及中国大陆的西藏、云南等地，生长于海拔890米至1,480米的地区，常生于常绿阔叶林及沟谷路边灌丛中，目前尚未由人工引种栽培。